# Giulio Parigi
Giulio Parigi (* 6. April 1571 in Florenz; † 13. Juli 1635 ebendort) war ein italienischer Architekt, Mathematiker, Graveur und Bühnenbildner.

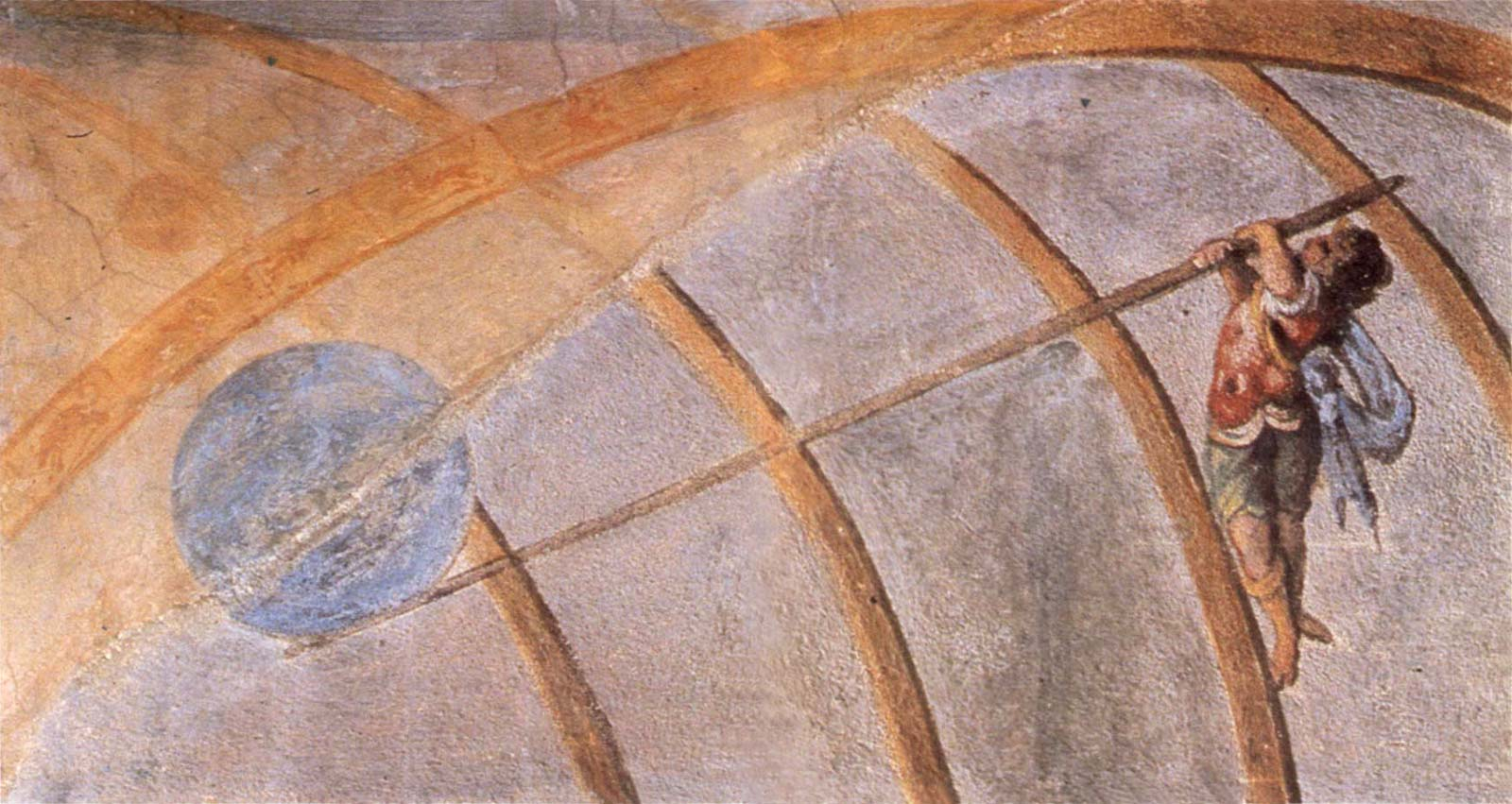
Wandgemälde von Giulio Parigi im Stanzino delle Matematiche, Uffizien

## Leben
Giulio Parigi wurde am 6. April 1571 in Florenz als Sohn von Alfonso di Santi Parigi und seiner Frau Alessandra di Berto Fiammeri geboren.
Sein Vater stand als Architekt und Bühnenbildner im Dienst des Großherzogs der Toskana. 1594 wurde er an der Accademia del disegno als Maler eingeschrieben und trat 1597 in den Dienst am großherzoglichen Hof.
Als Schüler von Bernardo Buontalenti war er der Beauftragte des Großherzogs für festliche Dekorationen. Seine wichtigsten Leistungen waren jedoch die als Gartenarchitekt, insbesondere die Boboli-Gärten, die er um die zweite Perspektive des Viottolone erweiterte und damit in ganz Europa berühmt wurde.
Seine Tätigkeit konzentrierte sich auf Florenz. Zu seinen bedeutendsten Werken gehören die Arbeiten im Palazzo Pitti (Grotticina del Vulcano, 1617), die Umgestaltung der Villa Medici Poggio Imperiale (1620–1622), das Ospedale dei Mendicanti (1621) und der Entwurf des Palazzo della Crocetta für Maria Maddalena de’ Medici. Von ihm stammt auch das Treppenhaus des Palazzo Gianni–Lucchesini–Vegni (1624). Zwischen 1599 und 1600 freskierte er die Decke des Stanzino delle Matematiche in den Uffizien, wo Großherzog Ferdinando I. de’ Medici (1549–1609) die von seinem Vater Cosimo I. (1519–1574) begonnene Sammlung wissenschaftlicher Instrumente eingerichtet hatte.
Er leitete auch den Bau der Loggia del Grano in Florenz (1619).
1634 begann Giulio mit dem Bau einer eigenen Kapelle in der Kirche San Felice in Piazza, in der er im folgenden Jahr beigesetzt wurde.
Sein Sohn Alfonso trat in die Fußstapfen seines Vaters, arbeitete oft mit ihm zusammen und übernahm nach dessen Tod die Aufgaben seines Vaters.